# Dime novel

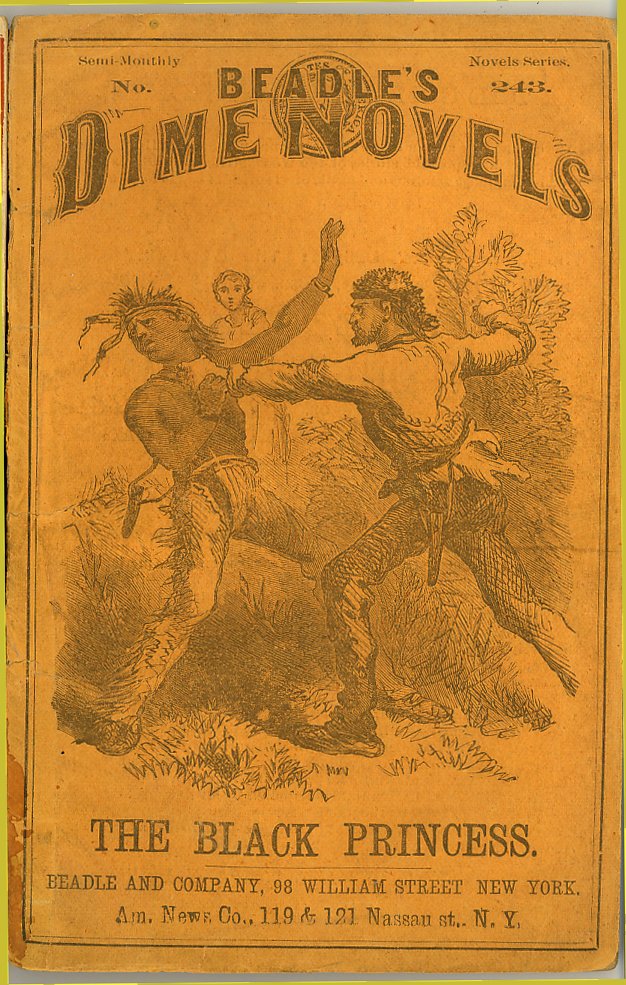
Een voorbeeld van een dime novel uit ca. 1860.

Dime novel ("stuiversroman", of letterlijker: "dubbeltjesroman") is een parapluterm voor verschillende, maar verwante vormen van laat-19e-eeuwse en vroeg-20e-eeuwse Amerikaanse populaire fictie, gepubliceerd tussen 1860 en 1915. Vaak ging het om westernverhalen. De eerste dime novels waren zwakke imitaties van boeken van auteurs als James Fenimore Cooper over de frontier.
De dime novel kan beschouwd worden als de voorloper van de moderne paperbacks en de Amerikaanse comic books. De definitie is mettertijd verbreed en omvat nu ook snel geschreven potboilers, teksten van lage kwaliteit waarmee de schrijver snel geld wil verdienen. Daardoor heeft de benaming een pejoratieve bijklank gekregen, een aanduiding voor sensationeel, maar oppervlakkig geschreven werk. De dubbeltjesroman kende een piek in populariteit in de periode 1860-1890, tot de opkomst van de pulptijdschriften met soortgelijke avontuurlijke verhalen. In het begin was "dime novel" een merknaam. Beadle's Dime Novels (1860 - 1874) was een reeks boekjes met papieren cover, die op regelmatige tijdstippen verschenen. Elke reeks was genummerd en gedurende 14 jaar publiceerden de uitgevers Beadle en Adams om de twee weken nieuwe titels, 321 in totaal. Elk boekje van ca. 10 op 15 cm was ongeveer 100 pagina's lang en bevatte een korte roman met een sensationele en melodramatische plot, die verkocht werd voor tien cent. Het was een lucratieve markt, en al gauw verschenen er uitgevers met een eigen reeks dime novels. Een voormalig bediende van Erastus Beadle, George P. Munro, werd nu zijn voornaamste concurrent met zijn Munro's Ten Cent Novels. Vele anderen zouden volgen.
In de volgende decennia werd er ook niet meer zo strikt aan het oorspronkelijke formaat van de Beadleboekjes vastgehouden. Zo werden ook de "libraries", twee- tot driehonderd pagina's lang, goedkope boekjes met papieren cover, "dime novels" genoemd ook al leken ze uiterlijk niet meer op de originele reeks.
Typische personages die in de dime novel worden opgevoerd zijn bergbewoners, ontdekkingsreizigers, militairen, detectives en bestrijders van indianen. Een van de bekendste schrijvers van het genre was Ned Buntline, een pseudoniem voor E.Z.C. Judson, die sommige van zijn verhalen baseerde op zijn eigen avonturen.
De meeste schrijvers werden niet rijk van hun "tien cent"-verhalen, en hun naam verscheen meestal ook niet in het boekje, tijdschrift of in de krant. Het waren de uitgevers die een 'huisnaam' voor de auteur bedachten (zoals "Buffalo Bill") en het grote geld opstreken.